# Дрокові
Дрокові (Genisteae) — триба квіткових рослин родини бобових.

## Поширення
Представники триби трапляються в Європі (досягаючи найбільшого різноманіття в Середземноморському регіоні), Африці, на Канарських островах, Південно-Західній Азії та Індії. Найбільший рід люпин найрізноманітніший у Північній та Південній Америці.

## Роди
- Adenocarpus DC.
- Anarthrophyllum Benth.
- Argyrocytisus (Maire) Frodin & Heywood ex Raynaud
- Argyrolobium Eckl. & Zeyh.
- Calicotome Link
- Chamaecytisus Link
- Cytisophyllum O. Lang
- Cytisus Desf. — жарновець
- Dichilus DC.
- Echinospartum (Spach) Fourr.
- Erinacea Adans.
- Genista L. — дрік
- Gonocytisus Spach
- Hesperolaburnum Maire
- Laburnocytisus C. K. Schneid
- Laburnum Fabr. — золотий дощ
- Lembotropis Griseb.
- Lupinus L. — люпин
- Melolobium Eckl. & Zeyh.
- Petteria C. Presl
- Podocytisus Boiss. & Heldr.
- Polhillia C. H. Stirt.
- Retama Raf.
- Sellocharis Taub.
- Spartium L.
- Stauracanthus Link
- Ulex L.